# رابرت ایچ. شاپیرو
رابرت اِیچ. شاپیرو (به انگلیسی: Robert H. Shapiro) (۱۸ ژوئیهٔ ۱۹۳۵ – ۲۱ اوت ۲۰۰۴) شیمی‌دان اهل ایالات متحده آمریکا بود. او دانش‌آموختهٔ دانشگاه استنفورد بود و عمده شهرتش به دلیل توصیف واکنش موسوم به شاپیرو در شیمی آلی است.